# Patric Kjellberg
Pour le commentateur de jeux vidéo Felix Kjellberg dit PewDiePie, voir PewDiePie.
Patric Kjellberg (né le 17 juin 1969 à Trelleborg en Suède) est un joueur professionnel suédois de hockey sur glace. Il évoluait au poste d'attaquant.

## Biographie

### Carrière en club
En 1986, il commence sa carrière en senior dans la Division 1 avec le Falu IF. Il est choisi au cours du repêchage d'entrée dans la LNH 1988 par les Canadiens de Montréal en quatrième ronde en 83e position. Il débute dans la Ligue nationale de hockey en 1992. Il a porté les couleurs des Islanders, des Predators de Nashville et des Mighty Ducks d'Anaheim dans la LNH. Il remporte l'Elitserien 1995 avec le Djurgårdens IF. Il met un terme à sa carrière de joueur en 2003.

### Carrière internationale
Il représente l'équipe de Suède au niveau international. Il a participé à deux éditions du championnat du monde remportant l'or en 1992 et en 1998. Il a disputé aux Jeux olympiques de 1992, 1994, et 1998. Il est champion olympique en 1994.

## Trophées et distinctions
- Elitserien
  - 1998 : remporte le Rinkens riddare.
  - 1998 : termine meilleur buteur.

## Statistiques

### En club
| Saison     | Équipe                   | Ligue      |     | Saison régulière | Saison régulière | Saison régulière | Saison régulière | Saison régulière |    | Séries éliminatoires | Séries éliminatoires | Séries éliminatoires | Séries éliminatoires | Séries éliminatoires |
| Saison     | Équipe                   | Ligue      | PJ  | B                | A                | Pts              | Pun              | PJ               | B  | A                    | Pts                  | Pun                  |                      |                      |
| 1985-1986  | Falu IF                  | Division 1 | 5   | 0                | 2                | 2                | 0                |                  |    |                      |                      |                      |                      |                      |
| 1986-1987  | Falu IF                  | Division 1 | 32  | 11               | 13               | 24               | 16               |                  |    |                      |                      |                      |                      |                      |
| 1987-1988  | Falu IF                  | Division 1 | 29  | 15               | 10               | 25               | 6                |                  |    |                      |                      |                      |                      |                      |
| 1988-1989  | AIK IF                   | Elitserien | 25  | 7                | 9                | 16               | 8                |                  |    |                      |                      |                      |                      |                      |
| 1989-1990  | AIK IF                   | Elitserien | 33  | 8                | 16               | 24               | 6                | 3                | 1  | 0                    | 1                    | 0                    |                      |                      |
| 1990-1991  | AIK IF                   | Elitserien | 38  | 4                | 11               | 15               | 18               |                  |    |                      |                      |                      |                      |                      |
| 1991-1992  | AIK IF                   | Elitserien | 40  | 20               | 13               | 33               | 16               |                  |    |                      |                      |                      |                      |                      |
| 1992-1993  | Canadiens de Fredericton | LAH        | 41  | 10               | 27               | 37               | 14               | 5                | 2  | 2                    | 4                    | 0                    |                      |                      |
| 1992-1993  | Canadiens de Montréal    | LNH        | 7   | 0                | 0                | 0                | 2                | --               | -- | --                   | --                   | --                   |                      |                      |
| 1993-1994  | HV71                     | Elitserien | 40  | 11               | 17               | 28               | 18               |                  |    |                      |                      |                      |                      |                      |
| 1994-1995  | HV71                     | Elitserien | 29  | 5                | 15               | 20               | 12               | --               | -- | --                   | --                   | --                   |                      |                      |
| 1995-1996  | Djurgårdens IF           | Elitserien | 40  | 9                | 7                | 16               | 10               | 4                | 0  | 2                    | 2                    | 2                    |                      |                      |
| 1996-1997  | Djurgårdens IF           | Elitserien | 49  | 29               | 11               | 40               | 18               | 4                | 2  | 3                    | 5                    | 2                    |                      |                      |
| 1997-1998  | Djurgårdens IF           | Elitserien | 46  | 30               | 18               | 48               | 16               |                  |    |                      |                      |                      |                      |                      |
| 1998-1999  | Predators de Nashville   | LNH        | 71  | 11               | 20               | 31               | 24               | --               | -- | --                   | --                   | --                   |                      |                      |
| 1999-2000  | Predators de Nashville   | LNH        | 82  | 23               | 23               | 46               | 14               | --               | -- | --                   | --                   | --                   |                      |                      |
| 2000-2001  | Predators de Nashville   | LNH        | 81  | 14               | 31               | 45               | 12               | --               | -- | --                   | --                   | --                   |                      |                      |
| 2001-2002  | Predators de Nashville   | LNH        | 12  | 1                | 3                | 4                | 6                | --               | -- | --                   | --                   | --                   |                      |                      |
| 2001-2002  | Mighty Ducks d'Anaheim   | LNH        | 65  | 7                | 8                | 15               | 10               | --               | -- | --                   | --                   | --                   |                      |                      |
| 2002-2003  | Mighty Ducks d'Anaheim   | LNH        | 76  | 8                | 11               | 19               | 16               | 10               | 0  | 0                    | 0                    | 0                    |                      |                      |
| Totaux LNH | Totaux LNH               | Totaux LNH | 289 | 54               | 65               | 119              | 194              | 6                | 2  | 0                    | 2                    | 4                    |                      |                      |